# Galumnopsis
Galumnopsis är ett släkte av kvalster. Galumnopsis ingår i familjen Galumnellidae.
Kladogram enligt Catalogue of Life:
| Galumnopsis | \| \| Galumnopsis africana \| \| \| \| \| \| Galumnopsis clavata \| \| \| \| \| \| Galumnopsis holoscripta \| \| \| \| \| \| Galumnopsis longisetus \| \| \| \| \| \| Galumnopsis pulchella \| \| \| \| \| \| Galumnopsis quadriporosa \| \| \| \| \| \| Galumnopsis reducta \| \| \| \| \| \| Galumnopsis rostrata \| \| \| \| \| \| Galumnopsis ruginervis \| \| \| \| \| \| Galumnopsis sagitta \| \| \| \| \| \| Galumnopsis secunda \| \| \| \| \| \| Galumnopsis sellnicki \| \| \| \| \| \| Galumnopsis setosa \| \| \| \| |
|             | \| \| Galumnopsis africana \| \| \| \| \| \| Galumnopsis clavata \| \| \| \| \| \| Galumnopsis holoscripta \| \| \| \| \| \| Galumnopsis longisetus \| \| \| \| \| \| Galumnopsis pulchella \| \| \| \| \| \| Galumnopsis quadriporosa \| \| \| \| \| \| Galumnopsis reducta \| \| \| \| \| \| Galumnopsis rostrata \| \| \| \| \| \| Galumnopsis ruginervis \| \| \| \| \| \| Galumnopsis sagitta \| \| \| \| \| \| Galumnopsis secunda \| \| \| \| \| \| Galumnopsis sellnicki \| \| \| \| \| \| Galumnopsis setosa \| \| \| \| |
|             | Galumnella |
|             | |
|             | Iberogalumnella |
|             | |
|             | Monogalumnella |
|             | |
|             | Trypogalumnella |
|             | |
|             | Galumnopsis africana |
|             | |
|             | Galumnopsis clavata |
|             | |
|             | Galumnopsis holoscripta |
|             | |
|             | Galumnopsis longisetus |
|             | |
|             | Galumnopsis pulchella |
|             | |
|             | Galumnopsis quadriporosa |
|             | |
|             | Galumnopsis reducta |
|             | |
|             | Galumnopsis rostrata |
|             | |
|             | Galumnopsis ruginervis |
|             | |
|             | Galumnopsis sagitta |
|             | |
|             | Galumnopsis secunda |
|             | |
|             | Galumnopsis sellnicki |
|             | |
|             | Galumnopsis setosa |
|             | |

|  | Galumnopsis africana     |
|  |                          |
|  | Galumnopsis clavata      |
|  |                          |
|  | Galumnopsis holoscripta  |
|  |                          |
|  | Galumnopsis longisetus   |
|  |                          |
|  | Galumnopsis pulchella    |
|  |                          |
|  | Galumnopsis quadriporosa |
|  |                          |
|  | Galumnopsis reducta      |
|  |                          |
|  | Galumnopsis rostrata     |
|  |                          |
|  | Galumnopsis ruginervis   |
|  |                          |
|  | Galumnopsis sagitta      |
|  |                          |
|  | Galumnopsis secunda      |
|  |                          |
|  | Galumnopsis sellnicki    |
|  |                          |
|  | Galumnopsis setosa       |
|  |                          |